# Dictyoptera (Gattung)
Dictyoptera ist eine Gattung der Familie der Rotdeckenkäfer (Lycidae) mit holarktischer Verbreitung. Die knapp 20 Arten (nach heutiger Gattungsabgrenzung) sind überwiegend in Ostasien verbreitet. Die Gattung umfasst eine Art mit sehr weiter Verbreitung, die auch in Mitteleuropa vorkommt, den Scharlachroten Netzkäfer Dictyoptera aurora. Die anderen früher aus West- und Mitteleuropa angegebenen Arten werden heute anderen Gattungen zugeordnet.

## Merkmale
Es handelt sich um schlanke, zylindrische, fast parallelseitige Käfer. Sie sind normalerweise, wie viele verwandte Gattungen, schwarz gefärbt mit rotem Pronotum und roten Elytren, bei einigen Arten mit dunkleren Zeichnungselementen, oft mit zentral oder zwischen roten Kielen dunklem Pronotum. Der kurze Kopf ist bei Ansicht von oben unter dem Pronotum verborgen. Die Antennen sind in beiden Geschlechtern entweder fadenförmig (filiform) oder schwach gesägt (serrat), indem die Geißelglieder etwas dreieckig erweitert sind. Der Halsschild trägt meist fünf von kielförmigen Graten getrennte Grübchen (Areola), eine mittlere, rhombisch begrenzte Areola ist immer vorhanden. Die Elytren tragen immer neun Costae genannte Längskiele oder -rippen, bei den meisten Arten sind vier stärkere Primärkiele und fünf zartere Sekundärkiele unterscheidbar, durch Querkiele ergibt sich eine gitterförmige Struktur.

## Ökologie
Soweit bekannt, leben alle Arten in Wäldern, wobei die nordamerikanischen und europäischen Arten Nadelhölzer bevorzugen. Die Ökologie der ostasiatischen Arten ist unbekannt.

## Taxonomie
Die Gattung Dictyoptera ist Typusart der Tribus Dictyopterini. Über die Zugehörigkeit in Unterfamilien gibt es zwei Auffassungen. Während die meisten Autoren sie den Erotinae zuordnen, spalten andere Autoren diese in mehrere Unterfamilien auf und ordnen sie dann der Unterfamilie Dictyopterinae zu. Ein Synonym des Gattungsnamens ist Dictyopterus Mulsant, 1838.
Die Gattung umfasst in Nordamerika vier Arten. In Europa kommt nur eine Art, Dictyoptera aurora, vor. Die anderen früher zu der Gattung gerechneten Arten (bei Kleine 1942 waren es noch 40 Arten, davon 11 paläarktische) wurden inzwischen anderen Gattungen zugeordnet. Der Verbreitungsschwerpunkt der Gattung liegt vermutlich in Ostasien, in den Gebirgen von Laos und Vietnam, von dort werden regelmäßig noch neue Arten beschrieben.